# Mexico Citys storstadsområde

Karta

Mexico Citys storstadsområde (spanska: Zona Metropolitana del Valle de México) är världens största storstadsområde utanför Asien och innefattar förutom Mexico City och dess 16 distrikt (alcaldías) även 40 kommuner i delstaten Mexiko samt Tizayuca i Hidalgo. Orter som Ecatepec de Morelos, Naucalpan de Juarez, San Francisco Coacalco och Ciudad Nezahualcóyotl räknas alla till Mexico Citys storstadsområde.
I en folkräkning 2018 beräknades Mexico Citys storstadsområde ha 21 581 000 miljoner invånare.

## Områden
Följande områden ingår i Mexico Citys storstadsområde:
De 16 stadsdelarna (delegaciones) i Mexikos federala distrikt (Mexico City)
- Álvaro Obregón
- Azcapotzalco
- Benito Juárez
- Coyoacán
- Cuajimalpa de Morelos
- Cuauhtémoc
- Gustavo A. Madero
- Iztacalco
- Iztapalapa
- Magdalena Contreras
- Miguel Hidalgo
- Milpa Alta
- Tláhuac
- Tlalpan
- Venustiano Carranza
- Xochimilco

Följande 40 kommuner i delstaten Mexiko
- Acolman
- Atenco
- Atizapán de Zaragoza
- Chalco
- Chiautla
- Chicoloapan
- Chiconcuac
- Chimalhuacán
- Ciudad Nezahualcóyotl
- Coacalco de Berriozábal
- Cocotitlán
- Coyotepec
- Cuautitlán
- Cuautitlán Izcalli
- Ecatepec de Morelos
- Huehuetoca
- Huixquilucan
- Ixtapaluca
- Jaltenco
- La Paz
- Melchor Ocampo
- Naucalpan de Juárez
- Nextlalpan
- Nicolás Romero
- Papalotla
- San Martín de las Pirámides
- Tecámac
- Temamatla
- Teoloyucan
- Teotihuacán
- Tepetlaoxtoc
- Tepotzotlán
- Texcoco
- Tezoyuca
- Tlalmanalco
- Tlalnepantla de Baz
- Tultepec
- Tultitlán
- Valle de Chalco Solidaridad
- Zumpango

En kommun i delstaten Hidalgo
- Tizayuca